# Coenotephria pallidaria
Coenotephria pallidaria là một loài bướm đêm trong họ Geometridae.